# Peribaea rubea
Peribaea rubea là một loài ruồi trong họ Tachinidae.